# Muramura fagetti
Muramura fagetti is een naaldkreeftjessoort uit de familie van de Apseudidae. De wetenschappelijke naam van de soort is voor het eerst geldig gepubliceerd in 1980 door Baez & Magnere.